# Petroglifos de Pedra das Tixolas
Los petroglifos de  Pedra das Tixolas o Laxe das Tixolas (en español «piedra de las sartenes») son un conjunto de representaciones rupestres de la Edad del Bronce (1200 - 600 a. C.) situadas en la parroquia de San Mamede de Abalo,  municipio de Catoira (Galicia, España).

## Características
Los petroglifos se encuentran en la ladera de un monte a 180 m s. n. m.. Fueron realizados en una roca granítica elíptica de aproximadamente 4,5 metros de ancho con un amplio número de combinaciones de círculos simples con líneas, lo que les da el aspecto de sartenes  (tixola, en gallego) y cazoletas en su interior, en consonancia con los motivos abstractos recurrentes en el estilo Atlántico de arte rupestre, mayoritario en Galicia. También se observan cruces y líneas, posiblemente medievales o modernas y una inscripción con la palabra «ballina». 
En total se distinguen unas veinte combinaciones circulares y cruces, destacando una de ellas con un pedestal de base.

## Conservación
Las características litológicas del soporte de los grabados favorece su conservación, con procesos de alteración lentos. Sin embargo, la acción humana afecta su permanencia al actuar directamente sobre los paneles con actos de vandalismo, mediante extracción de piedra, obras de infraestructuras varias o mediante la acción de los incendios forestales.
El yacimiento de Pedra das Tixolas se encuentra algo alterado por la acción humana, habiéndose realizado extracción de piedra en el lugar, que se utilizó como cantera. También se advierten las señales de incendios en la zona que han dejado manchas sobre la roca, si bien no se han producido pérdidas o desprendimientos de la superficie.
En 2023, a partir de una subvención de 5.916,90 € aportada por la Diputación Provincial de Pontevedra, se desbrozó el área y se señalizaron los accesos al yacimiento.